# 李德华 (1924年)
李德华（1924年2月1日—2022年12月29日），男，上海人，中国城市规划学家、城市规划教育家、建筑教育家和设计教育家，同济大学建筑与城市规划学院教授、名誉院长。